# Клаус Фельдт
Густав Вальдемар Клаус Фельдт (нім. Gustav Waldemar Klaus Feldt; 14 квітня 1912, Кіль — 7 вересня 2010, Вісбаден) — німецький офіцер, корветтен-капітан крігсмаріне. Кавалер Лицарського хреста Залізного хреста з дубовим листям.

## Біографія
В 1930 році вступив в торговий флот, в 1934 перейшов у ВМФ. З 1939 року — ад'ютант 6-ї флотилії міноносців, в листопаді 1939 року отримав в командування міноносець. З вересня 1940 року — командир торпедного катера S-30 в складі 2-ї флотилії торпедних катерів, з якою брав участь в операції «Везерюбунг». У жовтні 1941 року призначений командиром 2-ї флотилії торпедних катерів. До 1 жовтня 1944 року його флотилія потопила 35 кораблів противника (загальною водотоннажністю 92 000 брт), 2 ескадрених міноносця, а також велике число сторожових кораблів. В лютому 1944 року очолив навчальну дивізію торпедних катерів, яка базувалася в Свінемюнде. В травні 1945 року інтернований британськими військами. В кінці серпня 1945 року звільнений.

## Звання
- Фенріх-цур-зее (1 липня 1935)
- Обер-фенріх-цур-зее (1 січня 1937)
- Лейтенант-цур-зее (1 квітня 1937)
- Обер-лейтенант-цур-зее (1 квітня 1939)
- Капітан-лейтенант (1 вересня 1941)
- Корветтен-капітан (1 березня 1943)

## Нагороди
- Рятувальна медаль (Франція) 2-го класу (вересень 1933)
- Медаль «За вислугу років у Вермахті» 4-го класу (4 роки; 5 квітня 1939)
- Іспанський хрест в бронзі з мечами (6 червня 1939)
- Медаль «У пам'ять 22 березня 1939 року» (26 жовтня 1939)
- Залізний хрест
  - 2-го класу (16 листопада 1939)
  - 1-го класу (28 квітня 1940)
- Медаль «У пам'ять 1 жовтня 1938» (20 грудня 1939)
- Нагрудний знак мінних тральщиків (1940)
- Двічі відзначений у Вермахтберіхт (18 квітня 1941 і 9 липня 1942)
- Лицарський хрест Залізного хреста з дубовим листям
  - лицарський хрест (25 квітня 1941) — за заслуги в боях біля берегів Норвегії і в Північному морі.
  - дубове листя (№ 362; 1 січня 1944)
- Нагрудний знак «За поранення» в чорному (27 червня 1941)
- Нагрудний знак торпедних катерів з діамантами
  - знак (19 грудня 1941)
  - діаманти (1 січня 1944)
- Нагрудний знак есмінця (3 липня 1942)
- Орден Хреста Свободи 4-го класу з мечами (Фінляндія; 5 грудня 1942)